# DSG
DSG is een speciaal type automatische versnellingsbak met dubbele koppeling. DSG is de afkorting van Direktschaltgetriebe, of in het Engels: Direct-Shift Gearbox. De DSG-versnellingsbak is ontworpen door BorgWarner onder licentie van de Volkswagen Group.
Audi gebruikte een nieuwe benaming vanaf 2009, met de komst van de facelift van de Audi A3 8P (2003-2008)

## Techniek

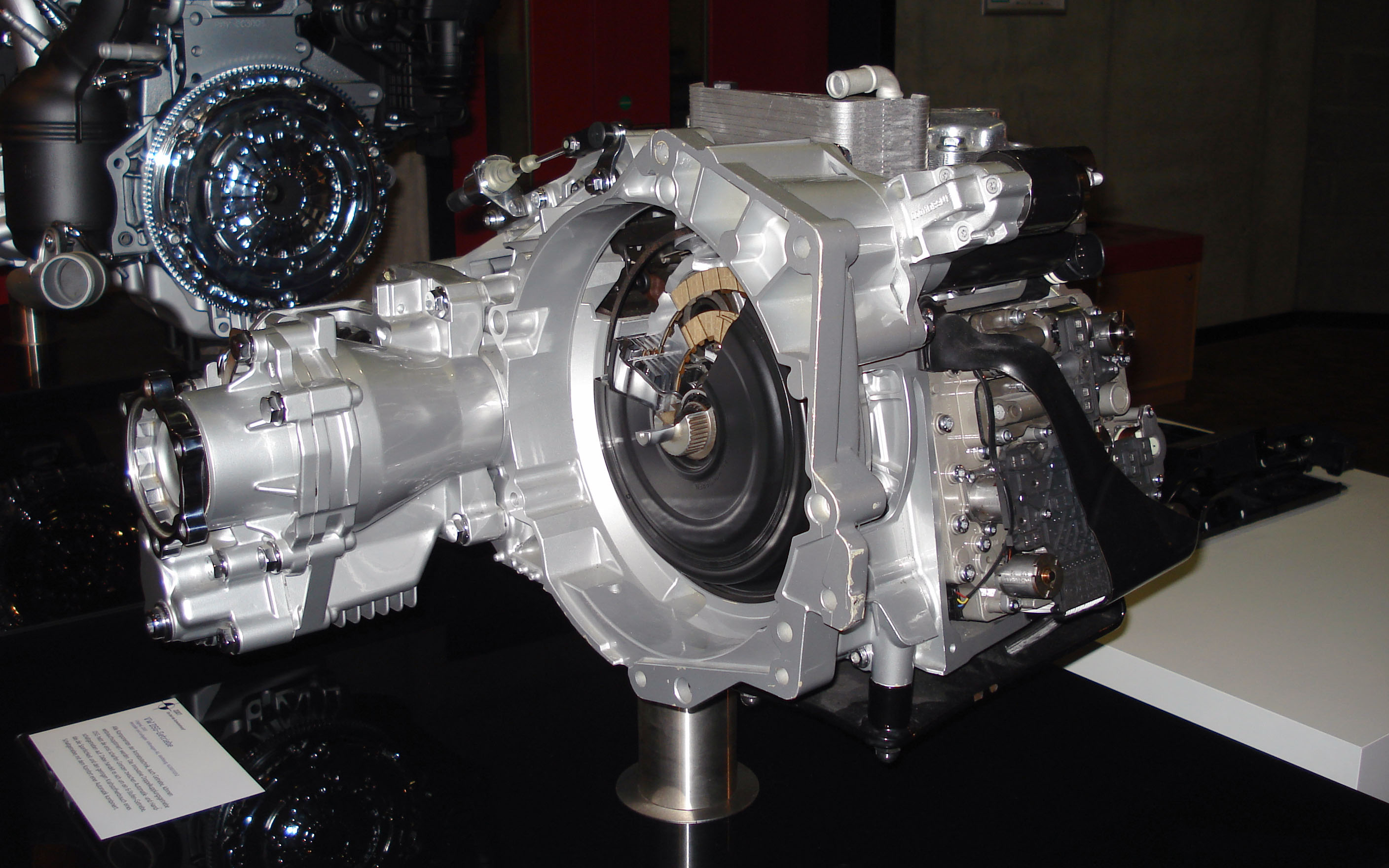
De zestraps DSG-versnellingsbak.

De gebruikelijke versnellingsbak heeft één koppeling en men selecteert met behulp van de versnellingspook elke keer een andere versnelling. De DSG lijkt erg veel op een handgeschakelde versnellingsbak maar dan met een elektronische sturing. Dit laatste maakt het koppelingspedaal overbodig.
De DSG automaat heeft eigenlijk twee koppelingen, een voor de oneven versnellingen en een voor de even. De achteruitversnelling zit op de as van de oneven versnellingen. Ten gevolge hiervan schakelt deze automaat niet steeds naar een andere versnelling, maar schakelt hij op de andere koppeling over. Hierdoor kan snel geschakeld worden. Het enige nadeel van een DSG-bak is dat hij betrekkelijk weinig koppel aan kan waardoor hij alleen in combinatie met lichte motoren gebruikt kan worden. Dat een DSG-versnellingsbak wel degelijk veel koppel aan kan bewijst de speciaal ontworpen 7-traps versie van de Bugatti Veyron EB16.4 van Ricardo. De ontwikkeling van dergelijke bakken is echter zo duur dat deze voorlopig niet in alledaagse modellen leverbaar zullen worden.

## Werking
De DSG is eigenlijk een dubbel uitgevoerde conventionele wisselbak. De DSG-bak heeft twee primaire assen, twee secundaire assen en twee koppelingen.
Men vertrekt uit stilstand in de eerste versnelling en de eerste koppeling. Ondertussen draait de tweede versnelling al mee. Als er geschakeld wordt naar twee wordt de volgende versnellingstrap gesynchroniseerd en vindt een gelijktijdige koppeling van de ene lamellenkoppeling plaats (2e koppeling) en een ontkoppeling van de huidige koppeling. Op deze manier kan onder belasting geschakeld worden. Versnelling 1, 3 en 5 + achteruit bevinden zich op de ene secundaire as, en de andere versnellingen op de tweede secundaire as.

## Varianten
Er bestaan twee soorten DSG koppelingen. De één is voorzien van een droge koppeling, de andere van een natte. De droge variant is op zijn beurt voorzien van een enkele koppelingsplaat die vrij draait. De natte koppeling bestaat uit meerdere platen die in een oliebad hun werking doen. Het oliebad zorgt voor meer koeling waardoor het mogelijk is om hogere koppels te schakelen.
De DQ200 met een droge koppeling kan tot 250 Nm aan. De twee varianten met natte koppelingen (DQ250 en DQ500) kunnen respectievelijk 350 Nm en 550 Nm aan.
De olie in de natte koppelingen zal op den duur zwart worden omdat de koppelingsplaten en andere onderdelen, slijtstof gaan afgeven. Het filter in de DSG zal na verloop van tijd verzadigd raken en de olie gaat via de bypass circuleren.
Als dit punt bereikt is dan kunnen de slijtstoffen zich gaan afzetten op de druksensoren waardoor het brein verkeerde waardes zou kunnen ontvangen. De DSG zal dan anders gaan schakelen.
In 2003 werd de DSG-versnellingsbak op de markt gebracht in de Volkswagen Golf R32. Kort daarna volgde ook de Audi TT 3.2 die over dezelfde VR6-motor beschikt. Deze 6-traps DSG heeft als interne code DQ250 en is alleen geschikt voor dwarsgeplaatste motoren (de Q staat voor Quermotor). Het koppel dat deze versnellingsbak kan verwerken bedraagt 350 Nm.

### 7-traps DSG
Eind 2007 kwam Volkswagen met een vernieuwde DSG-versnellingsbak met codenaam DQ200. Deze nieuwere versie is 7-traps en kleiner en lichter dan de oude door de droge koppelingen die zijn toegepast. De platen worden niet meer gekoeld met olie zoals bij zijn voorganger waardoor hij zuiniger is dan de 6-traps versie. Daarnaast schakelt de nieuwe DSG nog weer iets sneller. Groot nadeel van de 7-traps versie is echter dat hij nog minder koppel aan kan dan de 6-traps. Het maximale koppel bedraagt 250 Nm en daarom zal voor alle motoren die krachtiger zijn die 6-traps versie nog gewoon gebruikt worden. Ook is deze versie alleen verkrijgbaar bij voorwielaangedreven auto's, in tegenstelling tot de oudere 6-traps die ook in combinatie met vierwielaandrijving leverbaar is.
In 2010 werd alweer een sterk verbeterde DSG-versnellingsbak gepresenteerd met wederom zeven verzetten. De DQ500 kan een koppel tot maximaal 600 Nm verwerken en is kleiner dan de DQ250. Hij zal voor het eerst gebruikt worden in de Volkswagen bedrijfswagens zoals de Transporter maar zal bijvoorbeeld ook in de Audi TT RS zijn opwachting gaan maken.

### Audi langsgeplaatste DSG
Audi gebruikt vanaf 2006 als benaming voor dezelfde versnellingsbakken S tronic.
Op 27 maart 2008 presenteerde Audi een nieuwe eigen DSG (S tronic) met 7 versnellingen. Deze is gemaakt voor in lengterichting geplaatste motoren en kan dus in de overige modellen van Audi gebruikt worden en heeft als codenaam DL501. Deze versie is aanzienlijk sterker dan de Volkswagen-versie en kan een koppel aan van maximaal 550 Nm. Reden hiervoor is dat de S tronic geen droge koppeling heeft zoals de zeventraps DSG van Volkswagen. De nieuwe S tronic kan in combinatie met quattro-vierwielaandrijving en kan een maximaal toerental van 9.000 toeren per minuut aan. De zeventraps S tronic zal vooralsnog alleen beschikbaar komen op Audi's nieuwe MLB-platform. Dit zijn dus de Audi A4, Audi A5 en Audi Q5.

## Toepassingen
De DSG-versnellingsbakken worden in de Volkswagen fabriek in Kassel ontwikkeld en gefabriceerd.
De modellen die tot nu toe beschikbaar zijn met een DSG-versnellingsbak zijn:
- Volkswagen: Passat (ook als Variant), Passat CC, Golf, Touran, Eos, Sharan (2011), Jetta, Caddy en Tiguan, Polo (2009) en Scirocco
- Audi: A3, TT, Audi A4, Audi A5, Audi A6 en Audi Q5 (Ook wel "S-Tronic" genoemd in nieuwere modellen).
- Seat: Arona, Ateca, Altea, Leon, Toledo en Ibiza.
- Škoda: Octavia, Superb, Yeti, sinds 2013 ook de Fabia en sinds 2017 leverbaar op de Rapid i.c.m. de 1.0 TSI 95 PK motor